# Ameritech Cup
Ameritech Cup, hraný s předchozími názvy Virginia Slims of Chicago a Avon Championships of Chicago je zaniklý ženský tenisový turnaj profesionálního okruhu WTA Tour, který se konal v letech 1971–1997. Hrál se v illinoiském Chicagu na kobercovém povrchu v hale.
V obdobích 1971–1978 a 1983–1994 událost sponzorovala společnost Virginia Slims, v letech 1979–1982 firma Avon a konečně mezi roky 1995–1997 společnost Ameritech.
Turnaj prošel několika kategoriemi. V letech 1988–1989 byl hrán jako součást WTA Tier III, poté v roce 1990 postoupil do WTA Tier I a v období 1991–1997 klesl do WTA Tier II. Účastnilo se jej dvacet osm tenistek ve dvouhře a šestnáct párů ve čtyřhře.
Nejúspěšnější hráčkou turnaje se stala Čechoameričanka Martina Navrátilová s dvanácti singlovými vavříny a sedmi tituly ze čtyřhry. Mezi vítězkami figurují další bývalé světové jedničky ve dvouhře Chris Evertová (1977), Monika Selešová (1993) a šampiónka posledního ročníku Američanka Lindsay Davenportová (1997).

## Přehled finále

### Dvouhra
| Rok  | vítězka                    | finalistka                    | výsledek          |
| ---- | -------------------------- | ----------------------------- | ----------------- |
| 1971 | Françoise Durrová          | Billie Jean Kingová           | 6–4, 6–2          |
| 1972 | turnaj se nekonal          | turnaj se nekonal             | turnaj se nekonal |
| 1973 | Margaret Courtová          | Billie Jean Kingová           | 6–2, 4–6, 6–4     |
| 1974 | Virginia Wadeová           | Rosemary Casalsová            | 2–6, 6–4, 6–4     |
| 1975 | Margaret Courtová          | Martina Navrátilová           | 6–3, 3–6, 6–2     |
| 1976 | Evonne Goolagong Cawleyová | Virginia Wadeová              | 3–6, 6–3, 6–2     |
| 1977 | Chris Evertová             | Margaret Courtová             | 6–1, 6–3          |
| 1978 | Martina Navrátilová        | Evonne Goolagong Cawleyová    | 6–7, 6–2, 6–2     |
| 1979 | Martina Navrátilová        | Tracy Austinová               | 6–3, 6–4          |
| 1980 | Martina Navrátilová        | Chris Evertová-Lloydová       | 6–4, 6–4          |
| 1981 | Martina Navrátilová        | Hana Mandlíková               | 6–4, 6–2          |
| 1982 | Martina Navrátilová        | Wendy Turnbullová             | 6–4, 6–1          |
| 1983 | Martina Navrátilová        | Andrea Jaegerová              | 6–3, 6–2          |
| 1984 | Pam Shriverová             | Barbara Potterová             | 7–6, 2–6, 6–3     |
| 1985 | Bonnie Gaduseková          | Kathy Rinaldiová              | 6–1, 6–3          |
| 1986 | Martina Navrátilová        | Hana Mandlíková               | 7–5, 7–5          |
| 1987 | Martina Navrátilová        | Nataša Zverevová              | 6–1, 6–2          |
| 1988 | Martina Navrátilová        | Chris Evertová                | 6–2, 6–2          |
| 1989 | Zina Garrisonová           | Larisa Savčenková             | 6–3, 2–6, 6–4     |
| 1990 | Martina Navrátilová        | Manuela Malejeva-Fragnièreová | 6–3, 6–2          |
| 1991 | Martina Navrátilová        | Zina Garrison-Jacksonová      | 6–1, 6–2          |
| 1992 | Martina Navrátilová        | Jana Novotná                  | 7–6, 4–6, 7–5     |
| 1993 | Monika Selešová            | Martina Navrátilová           | 3–6, 6–2, 6–1     |
| 1994 | Nataša Zverevová           | Chanda Rubinová               | 6–3, 7–5          |
| 1995 | Magdalena Malejevová       | Lisa Raymondová               | 7–5, 7–6          |
| 1996 | Jana Novotná               | Jennifer Capriatiová          | 6–4, 3–6, 6–1     |
| 1997 | Lindsay Davenportová       | Nathalie Tauziatová           | 6–0, 7–5          |

### Čtyřhra
| Rok  | vítězky                                      | finalistky                                     | výsledek          |
| ---- | -------------------------------------------- | ---------------------------------------------- | ----------------- |
| 1971 | Judy Tegartová Françoise Durrová             | Rosemary Casalsová Billie Jean Kingová         | 6–4, 7–6          |
| 1972 | turnaj se nekonal                            | turnaj se nekonal                              | turnaj se nekonal |
| 1973 | Rosemary Casalsová Billie Jean Kingová       | Karen Krantzckeová Betty Stöveová              | 6–4, 6–2          |
| 1974 | Chris Evertová Billie Jean Kingová           | Françoise Durrová Betty Stöveová               | 3–6, 6–4, 6–4     |
| 1975 | Chris Evertová Martina Navrátilová           | Margaret Courtová Olga Morozovová              | 6–2, 7–6          |
| 1976 | Olga Morozovová Virginia Wadeová             | Evonne Goolagong Cawleyová Martina Navrátilová | 6–7, 6–4, 6–4     |
| 1977 | Rosemary Casalsová Chris Evertová            | Margaret Courtová Betty Stöveová               | 6–3, 6–4          |
| 1978 | Betty Stöveová Evonne Goolagong Cawleyová    | Rosemary Casalsová Joanne Russellová           | 6–1, 6–4          |
| 1979 | Rosemary Casalsová Betty Ann Grubb Stuartová | Ilana Klossová Greer Stevensová                | 3–6, 7–5, 7–5     |
| 1980 | Billie Jean Kingová Martina Navrátilová      | Sylvia Haniková Kathy Jordanová                | 6–3, 6–4          |
| 1981 | Martina Navrátilová Pam Shriverová           | Barbara Potterová Sharon Walshová              | 6–3, 6–1          |
| 1982 | Martina Navrátilová Pam Shriverová           | Rosemary Casalsová Wendy Turnbullová           | 7–5, 6–4          |
| 1983 | Martina Navrátilová Pam Shriverová           | Kathy Jordanová Anne Smithová                  | 6–1, 6–2          |
| 1984 | Billie Jean Kingová Sharon Walshová          | Barbara Potterová Pam Shriverová               | 5–7, 6–3, 6–3     |
| 1985 | Kathy Jordanová Elizabeth Smylieová          | Elise Burginová JoAnne Russellová              | 6–2, 6–2          |
| 1986 | Claudia Kohde-Kilschová Helena Suková        | Steffi Grafová Gabriela Sabatini               | 6–7, 7–6, 6–3     |
| 1987 | Claudia Kohde-Kilschová Helena Suková        | Zina Garrisonová Lori McNeilová                | 6–4, 6–3          |
| 1988 | Lori McNeil Betsy Nagelsenová                | Larisa Savčenková Nataša Zverevová             | 6–4, 3–6, 6–4     |
| 1989 | Larisa Savčenková Nataša Zverevová           | Jana Novotná Helena Suková                     | 6–3, 2–6, 6–3     |
| 1990 | Martina Navrátilová Anne Smithová            | Arantxa Sánchez Vicariová Nathalie Tauziatová  | 6–7, 6–4, 6–3     |
| 1991 | Gigi Fernándezová Jana Novotná               | Martina Navrátilová Pam Shriverová             | 6–2, 6–4          |
| 1992 | Martina Navrátilová Pam Shriverová           | Katrina Adamsová Zina Garrison-Jacksonová      | 6–4, 7–6          |
| 1993 | Katrina Adamsová Zina Garrison-Jacksonová    | Amy Frazierová Kimberly Poová                  | 7–6, 6–3          |
| 1994 | Gigi Fernándezová Nataša Zverevová           | Manon Bollegrafová Martina Navrátilová         | 6–3, 3–6, 6–4     |
| 1995 | Gabriela Sabatini Brenda Schultzová          | Marianne Werdelová Tami Whitlingerová-Jonesová | 5–7, 7–6, 6–4     |
| 1996 | Lisa Raymondová Rennae Stubbsová             | Angela Lettiereová Nana Mijagiová              | 6–1, 6–1          |
| 1997 | Alexandra Fusaiová Nathalie Tauziatová       | Lindsay Davenportová Monika Selešová           | 6–3, 6–2          |